# William McKelvey
William McKelvey (* 8. Juli 1934; † 19. Oktober 2016) war ein schottischer Politiker.

## Politischer Werdegang
Erstmals trat McKelvey zu den Unterhauswahlen 1979 zu Wahlen auf nationaler Ebene an. Er bewarb sich für die Labour Party um das Mandat des Wahlkreises Kilmarnock, den sein Parteikollege William Ross seit 1946 vertrat, der zu diesen Wahlen nicht mehr antrat. McKelvey gewann das Mandat ungefährdet und zog in der Folge erstmals in das britische Unterhaus ein.
Zum Ende der Wahlperiode wurde der Wahlkreis Kilmarnock aufgelöst. Zu den folgenden Wahlen kandidierte McKelvey im Wahlkreis Kilmarnock and Loudoun, in dem weite Teile des aufgelösten Wahlkreises aufgegangen waren. Bei den folgenden Wahlen 1987 und 1992 verteidigte er sein Mandat. Zu den Unterhauswahlen 1997 trat McKelvey nicht mehr an. Das Mandat gewann sein Parteikollege und spätere Minister Des Browne. Insgesamt sind 1087 Wortbeiträge McKelveys im Parlament verzeichnet.